# 兰德隆 (南卡罗来纳州)
兰德隆（英文：Landrum），是美国南卡罗来纳州下属的一座城市。城市类型是“City”。其面积大约为2.69平方英里（6.96平方公里）。根据2010年美国人口普查，该市有人口2,376人，人口密度约为每平方 英里884.59人（约合每平方公里341.55人）。